# Pierre Albert Gilles Davignon
Pierre Albert Gilles Davignon (* 1912 in Ixelles; † 10. Februar 1945 im KZ Mittelbau-Dora) war ein belgischer römisch-katholischer Geistlicher und Märtyrer.

## Leben
Pierre Albert Gilles Davignon entstammte der belgischen Adelsfamilie Davignon. Er war der Sohn des Schriftstellers Henri Davignon (1879–1964) und Enkel des Außenministers Julien Davignon. Er besuchte das Institut Saint-Louis in Brüssel und das Institut Saint-Thomas d’Aquin in Löwen. Ab 1931 besuchte er das Priesterseminar in Mechelen und wurde 1935 zum Priester geweiht. Dann war er Vikar in Saint-Gilles/Sint-Gillis.
Während der Besetzung durch das nationalsozialistische Deutschland unterstützte er den Widerstand. Am 3. September 1943 wurde er verhaftet und kam über die Gefängnisse Gent und Saint-Gilles (Juni 1944) nach Groß-Strehlitz und von dort Anfang November 1944 in das KZ Groß-Rosen. Vor der anrückenden Sowjetarmee wurde er in das KZ Mittelbau-Dora bei Nordhausen verlegt, starb auf dem Transport im offenen Viehwaggon am 10. Februar 1945 im Aller von 32 Jahren und kam als Leiche in Nordhausen an.